# Cartuș

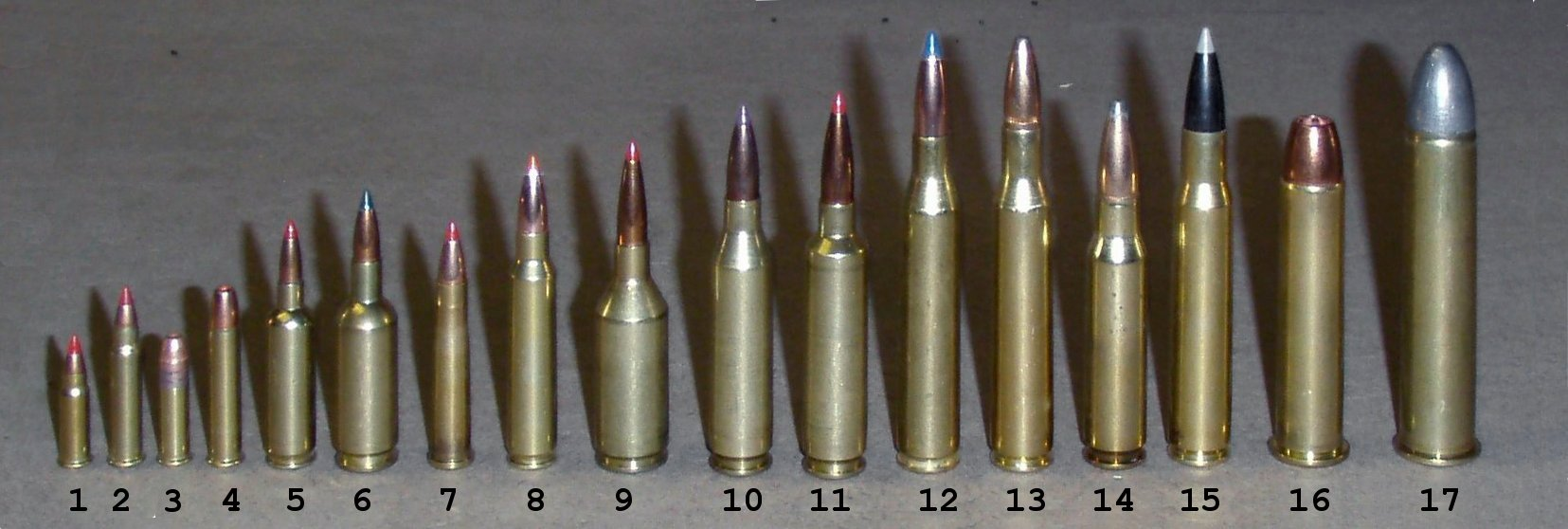
Cartușe de diferite tipuri și mărimi

Cartușul (numit de asemenea patron) este un tub metalic sau de carton prevăzut cu o capsulă de amorsare, cu material exploziv și cu proiectil sau cu alice, care servește ca muniție pentru armamentul portativ.
Producătorii militari și comerciali, fac, de asemenea, muniție fără cartuș. Un cartuș fără glonț se numește „cartuș gol”, iar unul care este complet inert (nu conține grund activ și nici material exploziv) este numit „inactiv”. 
În utilizarea populară, termenul „glonț” este adesea utilizat în mod abuziv pentru a se referi la cartuș.
Cartușe după destinație:
- De luptă
- Semnalizatoare (zgomotoase)
- Oarbe (goale)
- De antrenament
- Speciale.